# Wareham (Dorset)

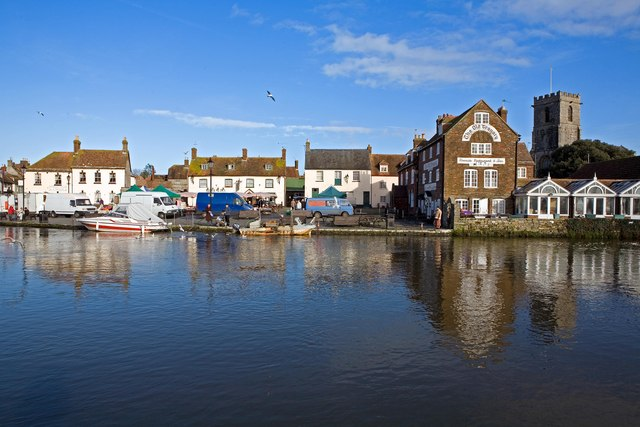
Mercado de Wareham, a las orillas del río Frome.

Wareham es un pueblo comercial histórico y, bajo el nombre de Wareham parish, una parroquia civil del condado de Dorset, Inglaterra. Se encuentra sobre el río Frome, 13 km al suroeste de Poole. La localidad en sí misma cuenta con una población de 5.665 habitantes.